# Милляр, Георгий Францевич
Гео́ргий Фра́нцевич Милля́р (при рождении де Мильё; 25 октября (7 ноября) 1903, Москва, Российская империя — 4 июня 1993, Москва, Россия) — советский актёр театра и кино; народный артист РСФСР (1988).
Получил широкую известность в СССР благодаря образу Бабы-яги и других отрицательных персонажей в фильмах-сказках режиссёра Александра Роу. Вне сказок снимался, в основном, в эпизодических или второстепенных ролях, дублировал, озвучивал советские, зарубежные фильмы и мультфильмы.

## Биография

### Детство и юность
Родился 25 октября (по старому стилю) 1903 года в Москве в семье французского инженера-мостостроителя Франца де Мильё, уроженца Марселя, приехавшего в Россию на работу. Отец скончался в 1906 году в Ялте, когда сыну не исполнилось и трёх лет. Мать — дочь иркутского золотопромышленника Елизавета Алексеевна Журавлёва. Детство мальчика проходило в достатке, он воспитывался гувернантками-француженками, изучал языки, музыку, много читал.
Ещё до начала Первой мировой войны вдова де Мильё переехала из Москвы в Геленджик, опасаясь нарастающих в стране волнений. После Революции 1917 года семья осталась без родных и без денег, дом в Геленджике был конфискован, а большая московская квартира была превращена в коммунальную, где семье де Мильё отвели лишь одну комнату. Впоследствии он сменил фамилию, чтобы не афишировать своё аристократическое происхождение. Знание иностранных языков он всю жизнь не указывал в анкетах, хотя свободно владел французским и немецким.
Он с детства увлекался искусством, слушал Шаляпина, Нежданову, Собинова. Любовь к театру ему привила его тётка, театральная актриса. Уже в семь лет будущий актёр впервые попробовал нанести грим, попытавшись перевоплотиться в Мефистофеля из «Фауста», однако был разочарован, когда вызвал у родственников смех, а не испуг.

### Карьера в театре
В 1920-х годах после окончания обучения в школе он был принят на работу в геленджикский театр бутафором, начало актёрской биографии случилось внезапно, — из-за болезни исполнителя. Неожиданный дебют прошёл удачно, его ввели в уже идущий репертуар и стали занимать в новых постановках. Так он стал одним из ведущих актёров театра. В 1924 году он уже стал известным провинциальным актёром и поступил в Школу юниоров при Московском театре Революции (ныне Театр им. Маяковского). Преподаватели насторожённо отнеслись к юноше из-за его непривычной для актёра внешности и проблем с дикцией. «По своим психофизическим данным я был тяжёлым учеником, и многие преподаватели бросили бы меня, если бы не чувство профессиональной любознательности… „Консилиум“ педагогов долго не мог предрешить исхода ни „за“, ни „против“, и поэтому меня не выгоняли…», — вспоминал актёр.
Окончив школу, актёр поступил в труппу Московского театра революции. В период с 1927 года по 1938 год он участвовал в нескольких спектаклях; среди его ролей были герцог Альбано («Озеро Люль»), Мокроносов («Конец Криворыльска»), Пикель («Гоп-ля, мы живём»), аптекарь («Ромео и Джульетта»), Атташе («Голгофа»), Болтиков («Инга»), Имангужа («Поэма о топоре»), мистер Гоукер («Улица радости»), граф Людовико («Собака на сене»).

### Карьера в кино
Несмотря на успех в театре, он продолжал мечтать о карьере в кино. Театральные критики ещё в 1920-е годы отмечали: «Крупные способности Милляра в области мимики жеста и пластики, пожалуй, имели бы большее применение в кино». Однако первые его обращения в киностудии, в том числе и к Александру Роу, не увенчались успехом. Первые пробы у Роу актёр провалил из-за волнения. Свою кинокарьеру актёр начал с эпизодов в нескольких фильмах. Позже Роу вспомнил об этом актёре и предложил ему роль в экранизации сказки «По щучьему веленью» (1938), своём первом самостоятельном фильме. В этом фильме актёр сыграл роль царя Гороха, и зрители увидели вздорного, злого дурака, облачённого в царские одежды. Ради этой роли актёру пришлось сбрить брови и волосы на голове, что, по воспоминаниям актёра, вызвало шок у домашних. Картина была тепло принята критиками и аудиторией, и Роу сразу же получил заказ на следующую киносказку.
Между режиссёром и Милляром завязалась многолетняя дружба. Роу снимал актёра во всех своих фильмах, часто одновременно в нескольких ролях. Наиболее характерным для него образом стала героиня русских сказок Баба-Яга. О том, как рождался образ Бабы-Яги, сам Милляр рассказывал так: «В Ялте я старушку увидел — коз пасла на Чайной горке. Старая-престарая гречанка, сгорбленная, нос крючком, недобрый взгляд, в руках короткая палочка. Чем не Баба-яга?… А ещё обильный материал мне дала соседка по коммуналке. Характер у неё был ужасный, склочница, ей надо было обязательно кого-нибудь поссорить». Впервые в образе Бабы-Яги актёр предстал в фильме-сказке «Василиса Прекрасная» (1939). Изначально на роль Бабы-Яги пробовались множество актрис, в том числе Фаина Раневская, но Роу не мог подобрать подходящей кандидатуры и обратился за советом к самому Милляру. «Не женская это роль. Вот скажите мне, какая актриса позволит сделать себя такой страшной на экране? А я всё стерплю», — сказал Милляр. Образ получился настолько пугающим, что присутствующие на съёмках дети при виде актёра разбегались. Фильм снимали в сильную жару. Милляр больше двадцати дублей съезжал из печки по жёлобу, который из-за жары нагрелся так сильно, что актёр получил ожог.
В 1944 году Милляр исполнил роль Кащея Бессмертного в одноимённом фильме. Он играл практически без грима, используя своё крайне худощавое телосложение и знаменитый голос. Вначале он отказывался от роли, говорил, что не справится с ней, но позже всё же согласился. При подготовке к съёмкам Милляр обошёл оставшиеся в Москве церкви, чтобы посмотреть, как иконописцы изображали чёрта. Фильм снимался во время Великой Отечественной войны, и киностудия была эвакуирована в Душанбе, где накануне съёмок в условиях недоедания и антисанитарии Милляр перенёс малярию, вследствие которой весил во время съёмок всего 48 килограммов. Как и Баба-Яга в первом фильме с участием актёра, Кащей стал устрашающим персонажем. Даже лошади, на которой скакал Милляр, пришлось завязать глаза, иначе она отказывалась подпускать его к себе. Премьера фильма состоялась 9 мая 1945 года, и Кащей стал для зрителей олицетворением побеждённых на войне нацистских сил. Сам Милляр такую связь отрицал: «Я до такой вульгарной трактовки не дошёл… Каждая эпоха выявляет своего Кащея, и в этом смысле он бессмертен». Образ Кащея был заимствован с третьего всадника на картине Виктора Васнецова «Воины Апокалипсиса».
После этого фильма Милляр, по его словам, стал «официальным представителем нечистой силы в кинематографе».
В своих следующих сказочных ролях он решил перейти к более ироничному обыгрыванию отрицательных персонажей. В 1959 году он появился в роли покорного слуги Квака в киносказке «Марья-искусница». Во время съёмок актёра покрывали зелёнкой и обували в зелёные ласты. Манера речи Квака была идеей самого актёра. В 1964 году на экраны вышел фильм «Морозко», где Милляр вновь перевоплотился в Бабу-Ягу. Он готовился к роли, занимаясь гимнастикой с шестом, чтобы умело пользоваться метлой. Кинокритик из журнала «Советский экран» так отозвалась о работе актёра:

Баба Яга в «Морозке» — восьмой вариант этого образа в исполнении Г. Милляра. Как и в других картинах, живёт Баба Яга в избушке на курьих ножках, в ступе летает, положительного героя собирается в печке изжарить — вроде бы классическая, так сказать, ведьма, а в то же время и несколько иная: не скрывают ни режиссёр, ни актёр, какая она старая да хворая — причём страдает не чем иным, как вполне современным радикулитом. Не лишена Баба Яга и некоторого человеческого обаяния. Устав долго и нудно препираться с Иваном, который никак не хочет ей подчиниться, измученно присаживается на порог хаты, энергично потирая больную поясницу. Здесь она скорее похожа на сварливую «кухонную» скандалистку, чем на традиционное олицетворение тёмного, злого начала.

В 1967 году Милляр снова сыграл Бабу-Ягу в очередном фильме Роу «Огонь, вода и… медные трубы». Здесь же он впервые с 1944 года вернулся к образу Кащея Бессмертного, однако здесь этот персонаж был значительно изменён: в отличие от первого фильма, где Кащей был воплощением зла, в картине 1967 года он предстаёт более симпатичным неудачливым женихом. В том же году Милляр появился в эпизодической роли пожилого любителя домино в получившей огромный успех кинокомедии Леонида Гайдая «Кавказская пленница, или Новые приключения Шурика» и сыграл небольшую роль французского солдата Мореля в киноэпопее «Война и мир», удостоенной премии «Оскар» за лучший фильм на иностранном языке. В 1970 году он перевоплотился в шута Ивана Балакирева в историческом фильме «Баллада о Беринге и его друзьях».
Получив предложение от режиссёра Александра Роу сыграть Бабу Ягу в его последнем фильме «Золотые рога» (1972), Милляр отказался, устроив скандал и заявляя, что «изобретать» Бабу Ягу он уже не может. Всё изменилось, когда актёру предложили сыграть эту ведьму так, будто у неё двести лет климакса. С такой идеей Милляр охотно согласился.
После смерти Роу в 1973 году Милляр снимался во второстепенных и эпизодических ролях. Кончина режиссёра Роу стала ударом для многих членов актёрской команды, раз за разом снимавшихся в его фильмах. В 1988 году Милляр был удостоен звания народного артиста РСФСР. Высказывалось мнение, что широко признанный критикой и зрителями актёр долго не был отмечен этой наградой потому, что всю жизнь имел холодные отношения с властью.

#### Последние годы жизни
В последние годы жизни Милляр мало снимался, он соглашался на любые роли в фильмах, ответственно подходил к игре даже в эпизодах.
Скончался 4 июня 1993 года в Москве. Похоронен на Троекуровском кладбище (участок № 3). После его смерти жена и приёмная дочь передали часть его архива с письмами, записями, фотографиями и грамотами в Музей кино. Большая часть документов, тем не менее, была утрачена.

## Личная жизнь
По воспоминаниям друзей и коллег, Милляр был эрудированным, весёлым, лёгким в общении человеком, любил детей. Режиссёр документального фильма о Милляре Юрий Сорокин рассказал об эпизоде, когда актёра позвали на детский праздник, и он нарисовал 850 картинок с Бабой-Ягой, чтобы подарить по одной каждому ребёнку, но о нём забыли. Милляр любил анекдоты и за своё пристрастие к ним называл себя «Стариком Похабычем». Был известен и так называемый «алфавит Милляра» — сборник высказываний актёра. Любил выпить, но не злоупотреблял алкоголем, хотя и регулярно проносил горячительные напитки на съёмки. Для этого часто использовал различные ухищрения, например, договаривался с продавщицей, чтобы она подливала алкоголь в бидоны с молоком. Насторожённо относился к советской власти, в частности, из-за отнятого в детстве богатства. Георгий Милляр был верующим человеком, вместе с женой часто посещал церковь. Незадолго до смерти попросил священника исповедать его.
По распространённой версии, до пожилого возраста Милляр не состоял в браке, жил вместе с матерью в коммунальной квартире на Бронной улице. Однако из рассказа кинооператора Владимира Окунева следует, что в 22 года Георгий Милляр женился на некоей актрисе Московского театра Революции (ныне Театр имени Маяковского), но брак распался после того, как актёр узнал, что жена ему изменяет. Решив, что с ним «что-то не так» как с мужчиной, он обследовался у врача и получил диагноз: «Как мужик ты замечательный. А вот детей у тебя никогда не будет». Милляр в расстроенных чувствах вернулся домой, где жена радостно сообщила ему, что беременна. В ответ Милляр рассказал жене о своём визите к доктору, посоветовал ей уходить к отцу ребёнка и подал на развод.
В 1969 году, после смерти матери, 65-летний актёр по совету Роу женился на своей 59-летней соседке по квартире Марье Васильевне (1909—1999), работавшей в охране одного из министерств. Её муж погиб на войне, она одна вырастила троих детей. Когда Милляр сделал ей предложение, она попыталась отказаться: «Георгий Францевич, да мне мужчины-то уже не нужны!». На это Милляр уверенно возразил: «А я не мужчина, я — Баба-Яга». Свадьбу отмечали во время съёмок картины «Варвара-краса, длинная коса» на берегу Москвы-реки. Спустя пять лет семья получила отдельную двухкомнатную квартиру на окраине Москвы.
По рассказам падчерицы Людмилы Марковой, Милляр очень любил её мать, готов был исполнить любое её желание. Он настоял, чтобы жена уволилась с работы, и всюду возил её с собой на съёмки. Марья Васильевна тоже его любила и даже ревновала к партнёршам по съёмкам. Милляр ласково звал её Манечкой, а она его — Кошей. По словам кинокритика Игоря Гаврикова, брак был основан исключительно на взаимных выгоде и уважении, но не на романтических чувствах. Некоторые издания писали, что Милляр якобы был гомосексуалом, и свадьба была подстроена Роу, чтобы его друг не был привлечён к уголовной ответственности.

## Критика и амплуа
Игра Милляра получала высокие оценки специалистов. «Каждая его роль становилась маленьким шедевром», — сказал кинокритик Игорь Гавриков.
Милляр был ярко выраженным хара́ктерным актёром, мастером гротеска и буффонады. Его своеобразный голос, старчески дребезжащий, переламывающийся на утробное сопение, как нельзя лучше подходил для сказочных злодейских ролей (Баба-Яга или Кощей Бессмертный).
В кино Милляр чаще всего играл пожилых персонажей. Актёр предпочитал словам мимику и пластику. Он считал, что немое кино было гораздо выразительнее звукового. Милляр сам придумывал походку, жесты, самостоятельно выполнял все трюки в фильмах.
Сам актёр мечтал сыграть серьёзные роли, такие как Вольтер, Суворов, Цезарь. «Сказочные образы — моя стихия, моя привязанность. Но как хочется сыграть однажды роль глубокую, психологическую. Слепить характер сильный, острый, самобытный. Шекспировский Цезарь, Вольтер, Суворов — вот о чём я, грешный, мечтаю», — говорил он. Однако в более серьёзном кино актёру не удалось полностью проявить свой талант. Тем не менее, режиссёры тянулись к нему, много и часто снимали в своих фильмах, хотя и обычно во второстепенных ролях.

## Фильмография

### Киножурнал «Фитиль»
- 1962 — Выпуск № 3 (новелла «Накрыли») — продавец автомобилей
- 1966 — Выпуск № 49 (новелла «100%») — кладовщик
- 1966 — Выпуск № 52 (новелла «Выход из положения») — Иван Степанович, заведующий магазина
- 1968 — Выпуск № 76 (новелла «Хам») — Ласточкин, начальник-хам
- 1969 — Выпуск № 86 (новелла «Дорогой посетитель») — ревизор Григорьев
- 1971 — Выпуск № 111 (новелла «Пёсик с прицепом») — старичок
- 1981 — Выпуск № 225 (новелла «Стриптиз с сюрпризом») — старичок-билетёр
- 1990 — Выпуск № 340 (новелла «Сильнее смерти») — отец-ветеран

### Киножурнал «Ералаш»
- 1978 — Выпуск № 16 (сюжет «Царевна-Несмеяна») — боярин

### Озвучивание мультфильмов
- 1940 — Ивась — Генерал
- 1947 — Конёк-Горбунок — Царь (нет в титрах)
- 1948 — Новогодняя ночь — Леший (нет в титрах)
- 1948 — Сказка о солдате — нищий (нет в титрах)
- 1949 — Весенняя сказка — Тетерев
- 1949 — Гуси-лебеди — Ёж (нет в титрах)
- 1949 — Скорая помощь — Мистер Удав (нет в титрах)
- 1949 — Чужой голос — Глухарь (нет в титрах)
- 1950 — Дедушка и внучек — пёс-дворник (нет в титрах)
- 1950 — Чудо-мельница — царь Андрос
- 1950 — Дудочка и кувшинчик — Дятел (нет в титрах)
- 1950 — Сказка о рыбаке и рыбке — боярин (нет в титрах)
- 1952 — Снегурочка — Леший
- 1953 — Братья Лю — тюремщик
- 1953 — Лесной концерт — Крот (нет в титрах)
- 1954 — Стрела улетает в сказку — Ворон
- 1954 — Царевна-Лягушка — Баба-Яга
- 1954 — Подпись неразборчива — Трезор Трезорыч, сторожевой пёс (нет в титрах)
- 1954 — Козёл-музыкант — Козёл (нет в титрах)
- 1954 — На лесной эстраде — Дятел (нет в титрах)
- 1955 — Заколдованный мальчик — дикий гусь (нет в титрах)
- 1955 — Пёс и кот — Козёл (нет в титрах)
- 1955 — Храбрый заяц — старый заяц (нет в титрах)
- 1955 — Юля-капризуля — обруч (нет в титрах)
- 1956 — Миллион в мешке — господин Миллион
- 1956 — Девочка в джунглях — Попугай
- 1956 — Гадкий утёнок — индюшка (нет в титрах)
- 1956 — Лесная история — барсук (нет в титрах)
- 1956 — Аист — дехканин (нет в титрах)
- 1957 — Верлиока — Дед (нет в титрах)
- 1957 — В некотором царстве — барабанщик
- 1958 — Краса ненаглядная — Кащей Бессмертный
- 1958 — На перекрёстке — Консервная банка (нет в титрах)
- 1958 — Золотые колосья — Болотный дед (нет в титрах)
- 1958 — Спортландия — Кресло, член Палаты Лодырей (нет в титрах)
- 1959 — Скоро будет дождь — Дракон (нет в титрах)
- 1960 — Железные друзья — Гвоздь (нет в титрах)
- 1960 — Королевские зайцы — Министр короля
- 1960 — Человечка нарисовал я — маляр Герасим / бродяга
- 1960 — Тринадцатый рейс — диспетчер Дятел (нет в титрах)
- 1961 — Семейная хроника — Баран (нет в титрах)
- 1961 — Чиполлино — сыщик Моркоу / дядюшка Черника / один из сплетников (нет в титрах)
- 1961 — Кто самый сильный? — дерево (нет в титрах)
- 1963 — Дочь Солнца — Мороз (в титрах — Ю. Миляр)
- 1963 — Внимание! В городе волшебник! — лекарство (нет в титрах)
- 1965 — Лягушка-путешественница — небольшой селезень (нет в титрах)
- 1966 — Про бегемота, который боялся прививок — Марабу
- 1970 — Сказка сказывается — Кащей Бессмертный
- 1970 — Рассказы старого моряка. Необычайное путешествие — Старый моряк
- 1971 — Как ослик счастье искал — Ворон
- 1972 — Фока — на все руки дока — шут
- 1974 — Молодильные яблоки — Кащей Бессмертный (в титрах — Ю. Милляр)
- 1975 — Мук-скороход — Ханум (речь)
- 1976 — Заяц, Скрип и скрипка — Скрип
- 1976 — Утренняя песенка — гномик
- 1977 — Незнайка в Солнечном городе — милиционер Караулькин
- 1978 — Беда — Беда
- 1978 — Лесные сказки
- 1980 — Семь братьев — Гном
- 1981 — Вук — лягушка / петух
- 1981 — Как здоровье, братец Лис? — Ворон (нет в титрах)
- 1982 — Летающая мельница — профессор
- 1982 — Ходжа Насреддин (фильм первый) — эмирский шпион
- 1986 — Сын камня и великан — великан Иныш

### Озвучивание советских фильмов
- 1939 — Золотой ключик — конферансье
- 1964 — Морозко — петушок
- 1965 — Бывает и так (новелла «Сбежала машина»)
- 1970 — Денёк без тормозов — доктор в мультипликационной вставке
- 1971 — Корона Российской империи, или Снова неуловимые — старик, который всё знал
- 1971 — Фитиль № 116 (сюжет «Призвание») — старичок с радиоприёмником
- 1980 — Вечерний лабиринт — лифтёр в гостинице
- 1983 — Мэри Поппинс, до свидания — ворон

### Дубляж
- Граф Монте-Кристо (1954; Франция) — Людовик XVIII (роль Жана Темерсона)
- Прекрасная американка (1961; Франция) — жандарм Гуньяж (роль Мориса Гарде[фр.])

## Награды и звания
- заслуженный артист РСФСР (1965)[20];
- народный артист РСФСР (1988);
- знак «Отличник кинематографии СССР» (1988, за многолетнюю плодотворную работу в кинематографии)[источник не указан 1250 дней].

## Телепередачи в память об артисте
- «Георгий Милляр» (цикл «Мой серебряный шар», Россия, 2006)[21];
- «Короли эпизода. Георгий Милляр» (ТВ Центр, 2016)[22];
- «Георгий Милляр» (Звезда, 2017)[23];
- «Георгий Милляр: всесоюзная Баба-яга» (Мир, 2019)[24];
- «Георгий Милляр»( Центральная киностудия детских и юношеских фильмов имени М. Горького, 1983)[25].

## Комментарии
1. ↑  По версии отдельных публикаций, последовавших уже после смерти артиста («69. Русские геи, лесбиянки, бисексуалы и транссексуалы» 2005, «Аргументы и факты» № 45 2013 и других), — в качестве театрального дебюта Милляру досталась женская роль Золушки[5][6][3].